# Giuseppe Donzelli
Giuseppe Donzelli (Napoli, 1596 – 1670) è stato un nobile, farmacista e storico italiano.
Fu molto attivo nello studio dei medicamenti e nelle arti salutari in genere, come storico e come combattente.

## Biografia
Il barone Donzelli ebbe dimora nel centro antico della città di Napoli, nei pressi di piazzetta Nilo.
Nel 1647, prese parte alla rivolta di Masaniello e, a proposito dello scontro tra Napoli e Madrid, creò una sorta di diario intitolata l'"Opera", in cui annotò scrupolosamente tutte le vicende, i pensieri, le battaglie che si svolgevano in quel periodo: lo scritto fu pubblicato un anno dopo, con il titolo di "Partenope liberata ovvero racconto dell'heroica risoluzione fatta dal popolo di Napoli per sottrarsi con tutto il Regno dall'insopportabile giogo degli Spagnoli".
Come è noto, Masaniello fu trucidato dagli stessi rivoluzionari e con la caduta della Repubblica Napoletana (a seguito della cattura del suo capo, il francese Enrico II Duca di Guisa), tutti i rivoluzionari furono giustiziati; il Donzelli, ebbe sorte più lieve, poiché, grazie a conoscenze amiche, riuscì a scampare alla condanna, ma pagò il prezzo di dover vedere distrutte tutte le copie del suo libro. In seguito, si ritirò su una delle colline ai margini della città, acquistando un terreno, su cui fece costruire Villa Donzelli, nell'attuale quartiere Arenella.
Il 5 marzo 1687, pochi anni prima della sua morte, sua figlia Laura contrasse matrimonio con il medico-fisico Gaetano de Alteris, rampollo di una nobile e facoltosa famiglia di Giugliano; tutte le proprietà del barone, fra cui la villa, passarono così ai discendenti di quella famiglia.